# Kovpakî, Novoaidar
Kovpakî (în ucraineană Ковпаки) este un sat în comuna Ștormove din raionul Novoaidar, regiunea Luhansk, Ucraina.

## Demografie
Componența lingvistică a localității Kovpakî
     Ucraineană (100%)
Conform recensământului din 2001, toată populația localității Kovpakî era vorbitoare de ucraineană (100%).